# Xã Eden, Quận Mason, Michigan
Xã Eden (tiếng Anh: Eden Township) là một xã thuộc quận Mason, tiểu bang Michigan, Hoa Kỳ. Năm 2010, dân số của xã này là 582 người.